# Río Ora

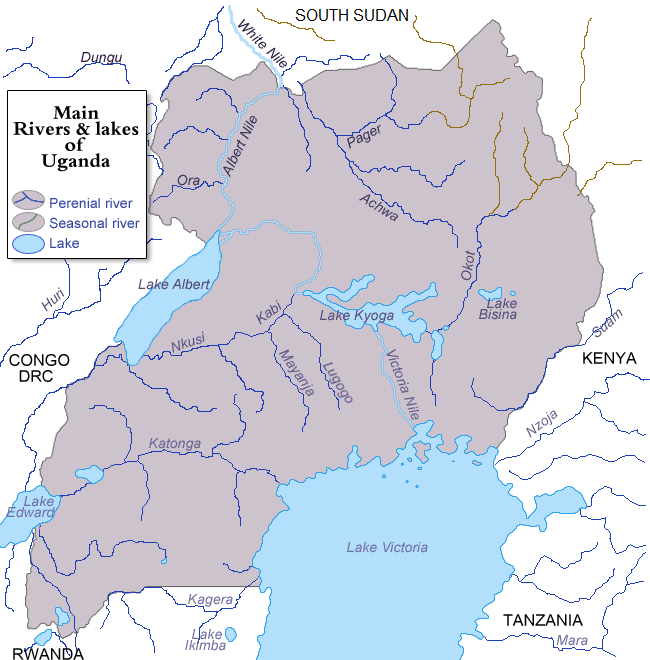
Ríos y lagos de Uganda

El río Ora es un caudal de agua del Nilo Este, en el norte de Uganda. Desemboca en el llamado Nilo Blanco, el río que nace en el lago Alberto.
- Datos: Q4790384